# Girls' Generation
Girls' Generation (hangul: 소녀시대; hanja: 少女時代; rr: Sonyeo Sidae), também conhecido como SNSD, é um grupo feminino sul-coreano formado pela S.M. Entertainment. O grupo é formado por oito integrantes: Taeyeon, Sunny, Tiffany, Hyoyeon, Yuri, Sooyoung, Yoona e Seohyun. Originalmente constituído por nove membros, Jessica deixou o grupo em setembro de 2014.  Entre as figuras sul-coreanas mais conhecidas e um dos grupos de K-pop mais conhecidos mundialmente, Girls' Generation conquistou vários prêmios e o apelido honorífico de "Grupo Feminino da Nação" em seu país natal.
Girls' Generation estreou em 5 de agosto de 2007, com o single "Into the New World", extraído de seu álbum de estreia autointitulado. O grupo alcançou a fama em 2009 com o single "Gee", que permaneceu no topo do Music Bank da KBS por nove semanas consecutivas e configurou-se como a canção mais popular da década de 2000 do Melon. O grupo consolidou sua popularidade na Ásia com os singles seguintes "Genie", "Oh!" e "Run Devil Run", os quais foram lançados entre 2009 e 2010. Seu segundo álbum de estúdio coreano, Oh! (2010), ganhou o prêmio de Álbum do Ano (Disk Daesang) no Golden Disc Awards, fazendo do grupo o primeiro e único ato feminino a ganhar o prêmio.
O grupo ingressou no cenário musical do Japão em 2011 com seu álbum de estreia autointitulado japonês, que tornou-se o primeiro álbum de um grupo não-japonês a receber o certificado de milhão da Recording Industry Association of Japan (RIAJ). O terceiro álbum de estúdio coreano do grupo, The Boys, foi o álbum mais vendido de 2011 na Coreia do Sul. Uma versão em inglês do single "The Boys" foi lançada com o intuito de expandir as atividades do grupo para o cenário musical global. O quarto álbum de estúdio coreano do grupo, I Got a Boy (2013), foi promovido pela faixa-título, que venceu o prêmio de Vídeo do Ano na primeiro edição do YouTube Music Awards. Girls' Generation continuou a aumentar sua popularidade com seu quinto e sexto álbuns de estúdio coreanos, Lion Heart (2015) e Holiday Night (2017). Após um hiato de cinco anos para focar em suas carreiras individuais, o grupo retornou com seu sétimo álbum de estúdio coreano Forever 1 (2022).
Os estilos musicais predominantes do grupo são electropop e bubblegum pop, apesar de seu som ser altamente variado, incorporando vários gêneros como hip hop, R&B e EDM. Em 2017, a Billboard nomeou Girls' Generation como o "Melhor Grupo Feminino de K-pop da Década Passada", sendo consideradas uma das figuras proeminentes da Onda Coreana. Elas são o primeiro grupo feminino asiático a ter seis videoclipes com mais de 100 milhões de visualizações no Youtube com "Gee", "I Got a Boy", "The Boys", "Mr. Taxi", "Oh!" e "Lion Heart". No Japão, elas se tornaram o primeiro grupo feminino não-japonês a ter três álbuns que alcançaram o topo da tabela de álbuns da Oricon, com suas três turnês japonesas atraindo um recorde de 550.000 espectadores, mais do que qualquer outro grupo feminino coreano.

## Nome
O nome coreano do grupo é So-nyuh Shi-dae (hangul: 소녀시대; rr: Sonyeo Sidae), a raiz sino-coreana da palavra é "Geração de Garotas;" ele também é chamado SoShi (hangul: 소시) ou SNSD, ambas formas abreviadas de seu nome coreano. Devido seu nome ser composto de raízes chinesas, sua pronuncia é semelhante em chinês e japonês: no Japão o nome do grupo é pronunciado como Shōjo Jidai (japonês: 少女時代), e em mandarim como Shàonǚ Shídài (chinês: 少女时代).

## História

### 2000–2008: Formação e estreia
Antes da estreia do grupo, alguns dos membros já estavam envolvidos na indústria do entretenimento. Yoona realizou cerca de 200 audições para vídeos musicais, doramas e filmes antes de tornar-se membro do Girls' Generation. Sooyoung envolveu-se no cenário musical japonês como integrante do duo japonês Route θ, que desfez-se em 2002, um ano após sua estreia.
A primeira integrante a juntar-se ao sistema de treinamento da S.M. Entertainment foi a Jessica, entrando em 2000 após ela e sua irmã, Krystal, terem sido convocadas pela agência. No mesmo ano, Sooyoung  e Hyoyeon entraram no sistema de treinamento da S.M. através da S.M. Open Audition 2000, onde Hyoyeon dançou para a audição. Yuri foi a próxima a tornar-se trainee da S.M., após alcançar a segunda posição na competição  S.M. Youth Best Dancer 2001. Yoona entrou no ano seguinte, através do S.M. Saturday Open Casting Audition 2002, onde ela cantou e dançou músicas de suas cantoras favoritas, BoA e Britney Spears. Seohyun, a integrante mais nova do grupo, foi convocada no metrô, e realizou audição em 2003, onde cantou canções infantis.

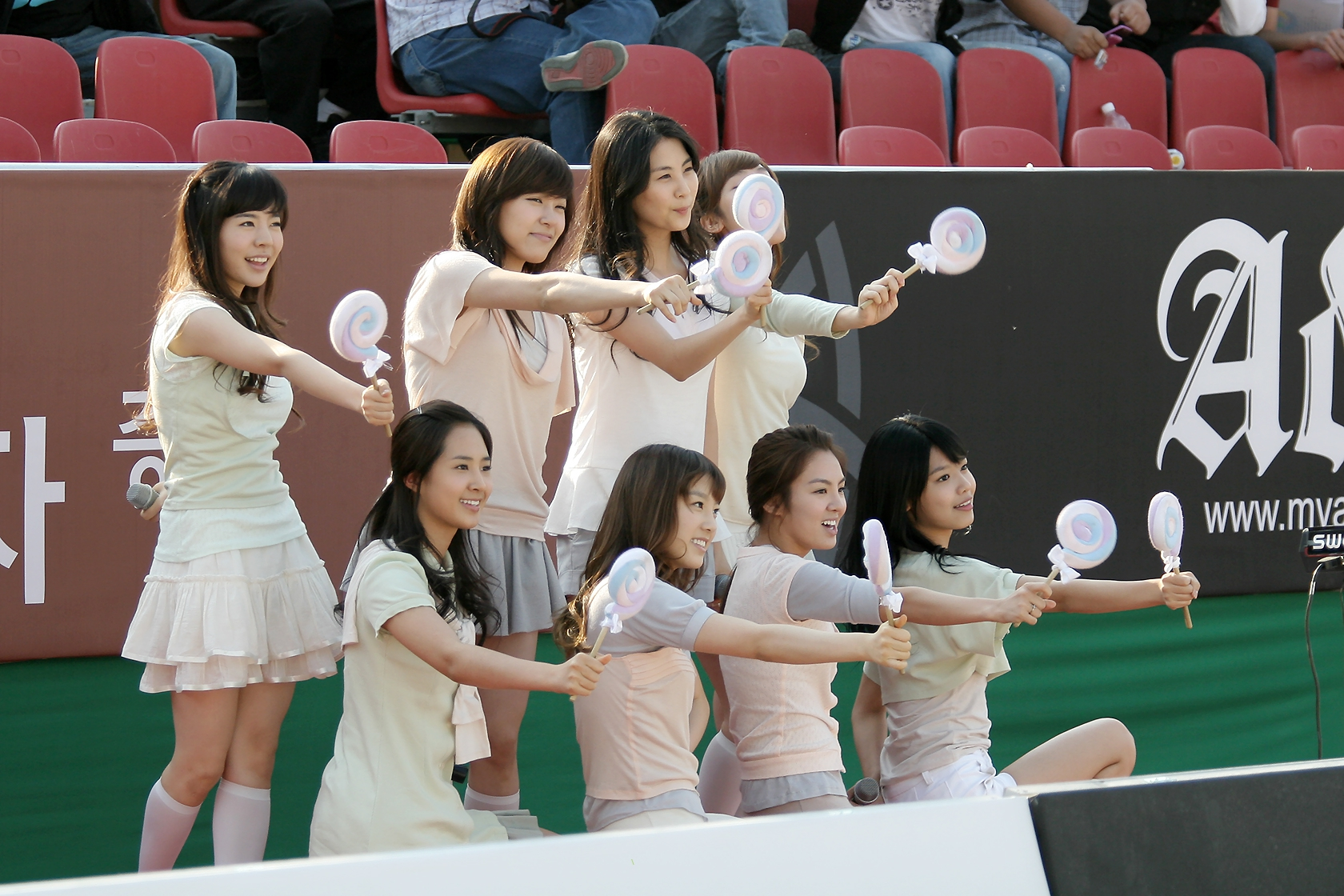
Girls' Generation performando no Beach Volleyball Competition 2008 na Jamsil Arena em Seul.

A líder do grupo, Taeyeon, juntou-se em 2004 após conquistar a primeira posição no S.M. Youth Singing Competition. No mesmo ano, a integrante Tiffany realizou sua audição no Starlight Casting System da S.M. em Los Angeles, e entrou na empresa em outubro de 2004. A última integrante a juntar-se ao grupo foi Sunny, que havia tornado-se uma trainee da S.M. em 1998. Sunny havia treinado por cinco anos na empresa antes de mudar-se para outra, esta chamada Starworld. Na Starworld, treinou para estrear em um duo chamado Sugar, que nunca teve sua estreia. Em 2007, por recomendação da cantora nipo-coreana IconiQ, voltou para a S.M. Entertainment e oficialmente juntou-se ao grupo.
Em julho de 2007, Girls' Generation realizou sua primeira apresentação, performando o seu single de estreia, "Into the New World", no programa School of Rock da Mnet. Em 5 de agosto de 2007, o grupo oficialmente fez sua estreia no Inkigayo da SBS, onde performou a mesma canção. Em novembro de 2007, lançou um álbum de estreia autointitulado, que foi precedido pelos singles "Girls' Generation"—um remake da canção de mesmo nome interpretada por Seung-cheol, e "Kissing You". Girls' Generation tornou-se o duodécimo álbum mais vendido de 2007 na Coreia do Sul, vendendo 56,804 cópias. Até 2009, ele havia vendido mais de 120 mil cópias. Em março de 2008, o álbum foi relançado sob o título Baby Baby. Ele foi precedido por um single homônimo, que foi lançado digitalmente em sites musicais em 17 de março de 2008.

### 2009–2010: Sucesso e estreia japonesa
Embora Girls' Generation tenha recebido atenção com o lançamento do seu álbum de estreia em 2007, não foi até 2009 que o grupo subiu ao estrelato. Em 7 de janeiro, lançou seu primeiro extended play, Gee, que vendeu mais de 100 mil cópias na Coreia do Sul. Sua faixa-título homônima permaneceu na primeira posição no programa musical Music Bank da KBS por um recorde de nove semanas consecutivas, tornando-se o single com o maior período na posição até 2012, quando "Gangnam Style" do cantor PSY permaneceu no primeiro lugar por dez semanas consecutivas. Ele também tornou-se o single mais vendido de 2009 na Coreia do Sul. O segundo EP coreano do grupo, Tell Me Your Wish (Genie), e seu single homônimo foram lançados em junho de 2009. O EP vendeu um recorde de 50 mil cópias na Coreia do Sul dentro de sua primeira semana de lançamento e classificou-se na oitava posição na parada tailandesa G-Music. Em novembro de 2009, S.M. Entertainment anunciou a primeira turnê de concertos do grupo, Into The New World, que teve ingressos para os shows sul-coreanos esgotados em três minutos. Através da turnê, apresentaram-se em Seul (Coreia do Sul) em dezembro de 2009, Xangai (China) em abril de 2010, e Taipei (Taiwan) em outubro de 2010.

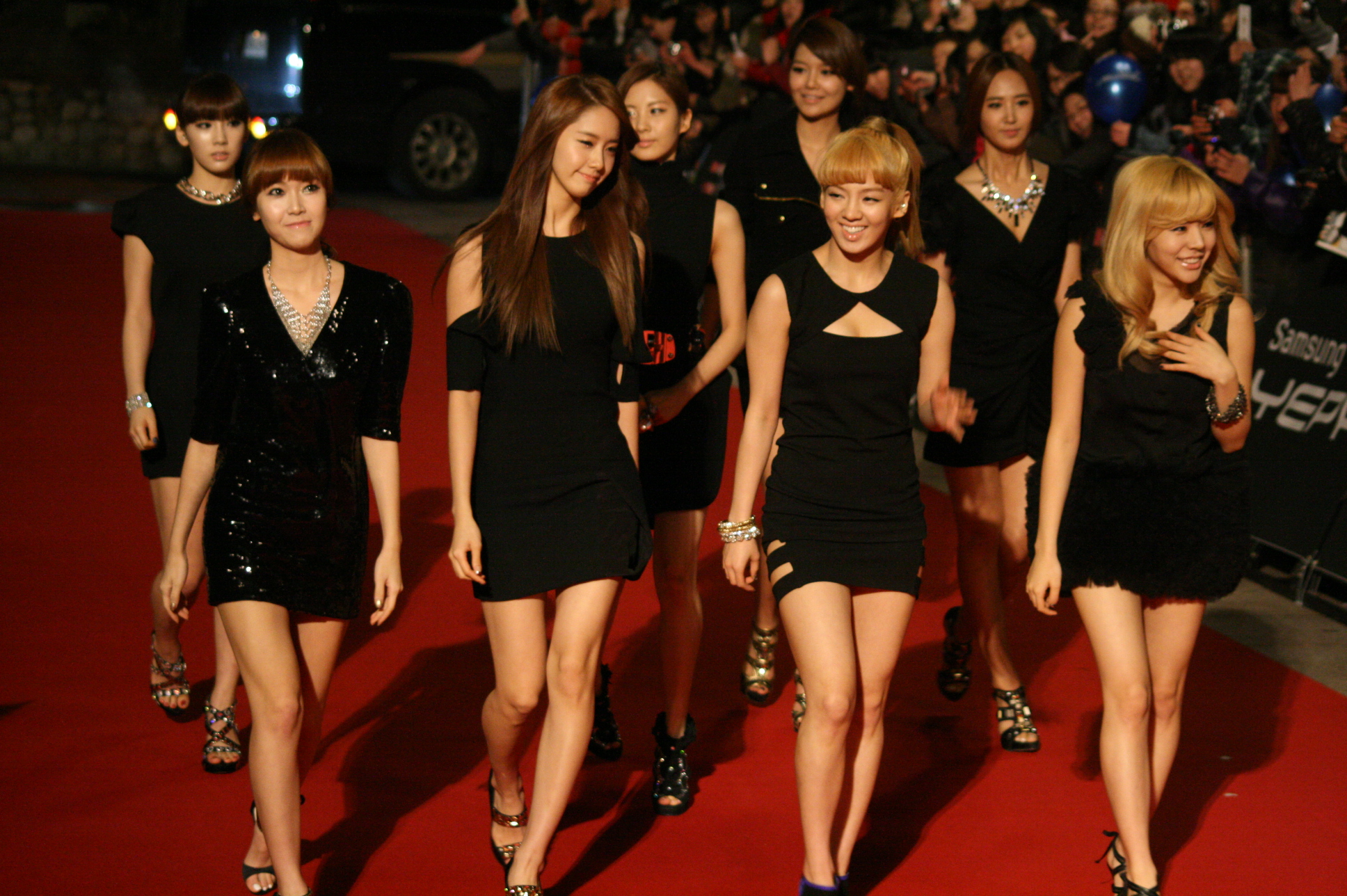
Girls' Generation no tapete vermelho do Golden Disk Awards 2010.

Seu segundo álbum de estúdio, Oh!, foi lançado em janeiro de 2010; ele atingiu o topo da Parada de Álbuns do Gaon na edição de 24–30 de janeiro de 2010, e acumulou mais de 234 mil cópias vendidas na Coreia do Sul até 2014. O álbum foi precedido pela faixa-título de mesmo nome, que alcançou o topo da Parada Digital do Gaon e tornou-se o segundo single digital mais vendido de 2010 na Coreia do Sul, vendendo mais de 3,3 milhões de cópias. Oh! foi relançado em março de 2010 sob o título Run Devil Run, que subsequentemente classificou-se no topo da Parada de Álbuns do Gaon. Seu single de mesmo nome chegou ao primeiro lugar na Parada Digital do Gaon. Oh! e Run Devil Run foram sucessos comerciais na Coreia do Sul, tornando-se o segundo e o quarto álbum mais vendido de 2010 no país, respectivamente.
Em meados de 2010, Girls' Generation assinou com a Nayutawave Records (atual EMI Records Japan), que é uma divisão da Universal Music Japan, para expandir sua carreira ao mercado fonográfico japonês. Seu primeiro lançamento no Japão foi um DVD intitulado New Beginning of Girls' Generation, lançado em agosto de 2011, que apresenta sete dos vídeos musicais do grupo e uma filmagem especial de bônus. O DVD estreou na quarta posição na Parada de DVDs da Oricon, em 23 de agosto de 2010; ao fazê-lo, Girls' Generation tornou-se o primeiro grupo feminino sul-coreano a alcançar uma das cinco primeiras posições da parada. Ele vendeu sessenta mil cópias no Japão e recebeu uma certificação de ouro da Recording Industry Association of Japan (RIAJ). Em setembro de 2010, lançou a versão japonesa de "Genie" como seu single de estreia japonês. Ele alcançou o quarto lugar na Parada de Singles do Oricon e recebeu certificação de platina pela RIAJ por suas vendas digitais terem excedido 250 mil unidades. No mês seguinte, lançou seu segundo single japonês, "Gee", que alcançou a segunda posição na Parada de Singles do Oricon. "Gee" tornou-se o primeiro single de um grupo feminino não-japonês a alcançar as três primeiras posições na Parada do Oricon desde 1980. É o single mais bem sucedido do grupo no Japão, vendendo mais de 207 mil cópias e recebendo uma certificação de milhão pela RIAJ após acumular mais de um milhão de unidades vendidas. Entre suas atividades japonesas, também participou da SM Town Live '10 World Tour junto de seus companheiros de gravadora, que iniciou-se em 21 de agosto no Estádio Olímpico de Seul.
Seu terceiro EP coreano, Hoot, foi lançado em outubro de 2010. Ele classificou-se no topo da Parada de Álbuns do Gaon e no número dois no Parada de Álbuns do Oricon, tornando-se também o terceiro álbum mais vendido na Coreia do Sul em 2010. A faixa-título homônima estreou no topo da Parada Digital do Gaon na semana de 24 de outubro. O grupo recebeu o prêmio de Artista do Ano tanto na décima nona quanto na vigésima edição do Seoul Music Awards, em 2010 e 2011, respectivamente, tornando-se o quarto artista sul-coreano e o primeiro grupo feminino a vencer por dois anos consecutivos na categoria.

### 2011–2012: Sucesso no Japão,The Boys, e expansão internacional

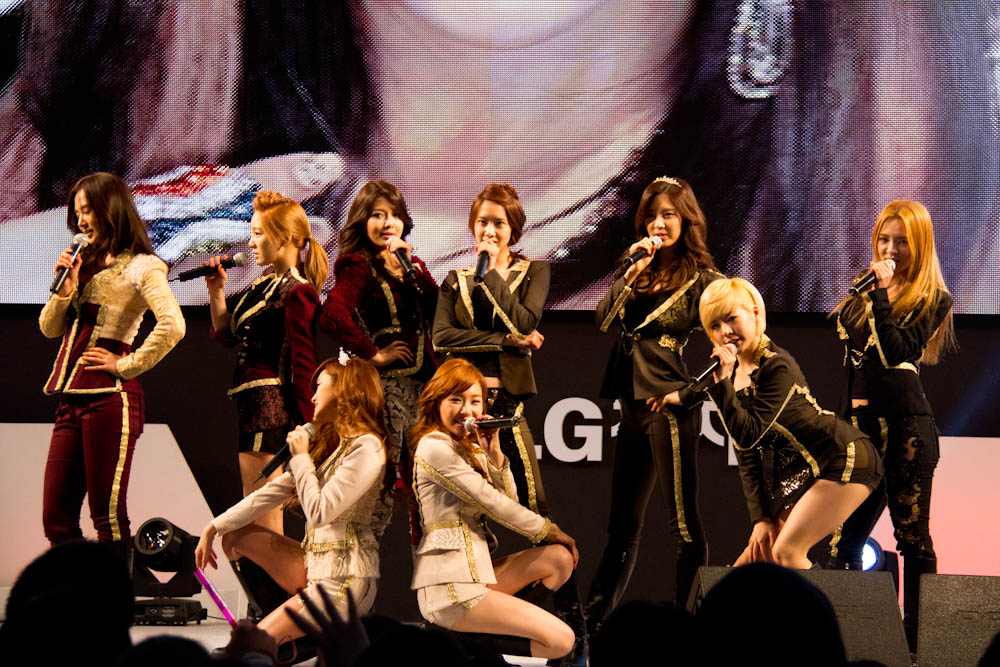
Girls' Generation performando "The Boys" no LG Cinema 3D World Festival 2012

Girls' Generation continuou seu sucesso no Japão com o single "Mr. Taxi / Run Devil Run", lançado em abril de 2011. Ele alcançou o segundo lugar na Parada de Singles do Oricon e recebeu certificação de ouro pela RIAJ. Depois de lançar três singles no Japão, seu álbum de estúdio epônimo japonês de estreia foi lançado em junho de 2011. Para promovê-lo, Girls' Generation embarcou na turnê The 1st Japan Arena Tour, que iniciou-se em Osaka em 31 de maio de 2011. O álbum foi recebido com tremendo sucesso no Japão, atingindo o topo da Parada de Álbuns do Oricon e tornando-se o primeiro álbum de um grupo feminino estrangeiro a alcançar a primeira posição da parada. No seu primeiro mês de lançamento, Girls 'Generation acumulou mais de 500 mil cópias vendidas e recebeu uma certificação de platina dupla pela RIAJ. O álbum se tornou o quinto e décimo quinto álbum mais vendido no Japão em 2011 e 2012, respectivamente, totalizando mais de 871 mil cópias vendidas. Uma versão repaginada, intitulada The Boys, foi lançada em dezembro de 2011 e classificou-se na quinta posição na Parada de Álbuns do Oricon. Em maio de 2012, Girls' Generation recebeu uma certificação de milhão pelo RIAJ, denotando um milhão de cópias exportadas no país—tornou-se o primeiro álbum de um grupo feminino sul-coreano e o segundo de um artista sul-coreano a conquistá-lo. Ele foi nomeado Álbum do Ano na décima primeira edição do MTV Video Music Awards Japan. Depois de sua estreia japonesa bem sucedida, foi considerado como o grupo feminino de K-pop mais popular no Japão, juntamente do girl group KARA.
O terceiro álbum de estúdio coreano do Girls' Generation, The Boys, foi lançado em outubro de 2011. O álbum foi lançado nos Estados Unidos pela Interscope Records, sendo seu álbum de estreia no país. Para ajudar que The Boys se conectasse com o público mundial, o grupo realizou suas primeiras aparições na televisão estadunidense ao apresentar-se nos programas Late Show with David Letterman em 31 de janeiro e no Live! with Kelly and Michael em 1 de fevereiro. Ele também se apresentou no programa de televisão francês Le Grand Journal em 9 de fevereiro. O álbum tornou-se um sucesso na Coreia do Sul, atingindo o topo da Parada de Álbuns do Gaon na semana iniciada em 16 de outubro de 2011. O lançamento, por fim, foi o álbum mais vendido na Coreia do Sul em 2011, com 385,348 cópias vendidas. Até 2015, The Boys havia vendido 460,959 cópias na Coreia do Sul, tornando-se o álbum mais vendido por um grupo feminino e o segundo no geral na história do Gaon desde o seu lançamento em 2010. A faixa-título, "The Boys", chegou no topo da Parada Digital do Gaon e vendeu mais de 3,03 milhões de cópias em 2011. Nos Estados Unidos, o single conseguiu vender mais de 21 mil unidades digitais.
Em junho de 2012, Girls' Generation lançou seu quarto single japonês, "Paparazzi", que alcançou a segunda posição na Parada de Singles do Oricon e recebeu uma certificação de ouro pelo RIAJ. De acordo com SoundScan Japan, o single vendeu 103 mil cópias dentro do seu primeiro mês de lançamento. Três meses depois, lançou seu quinto single japonês, "Oh!", que foi seu primeiro lançamento a alcançar a primeira posição na Parada de Singles do Oricon, e obteve uma certificação de ouro pelo RIAJ. Girls' Generation lançou seu segundo álbum de estúdio japonês, Girls' Generation II ~Girls & Peace~, em novembro, e vendeu 116,963 cópias do mesmo dentro de sua primeira semana de lançamento, classificando-o na segunda posição na Parada de Álbuns do Oricon. Posteriormente, foi certificado platina pelo RIAJ e tornou-se o quadragésimo primeiro álbum mais vendido de 2012 no Japão com 141,259 cópias vendidas. O álbum foi precedido por um single intitulado "Flower Power".

### 2012–2014:I Got a Boy, reconhecimento mundial e saída de Jessica
Em dezembro de 2012, Girls' Generation lançou "Dancing Queen"—um remake da canção "Mercy" (2008) da cantora britânica Duffy—como o primeiro single do próximo álbum de estúdio coreano que lançariam em 2013. No Réveillon de 2013, o grupo lançou seu quarto álbum de estúdio coreano, intitulado I Got a Boy. No mesmo dia, participou de um programa de televisão especial na MBC, Girls' Generation's Romantic Fantasy. O álbum foi um sucesso comercial na Coreia do Sul, atingindo o topo da Parada de Álbuns do Gaon; ele também reivindicou a primeira posição da Parada de Álbuns Mundiais da Billboard. A faixa-título, "I Got a Boy", conquistou a primeira posição da Parada Korea K-Pop Hot 100 da Billboard e da Parada Digital do Gaon. Ele foi o décimo primeiro single digital mais vendido na Coreia do Sul em 2013, totalizando mais de um milhão e trezentas unidades vendidas. Seu vídeo musical ganhou o prêmio de Vídeo do Ano na inauguração do YouTube Music Awards em 2013, vencendo de outros concorrentes populares, incluindo One Direction e Justin Bieber.

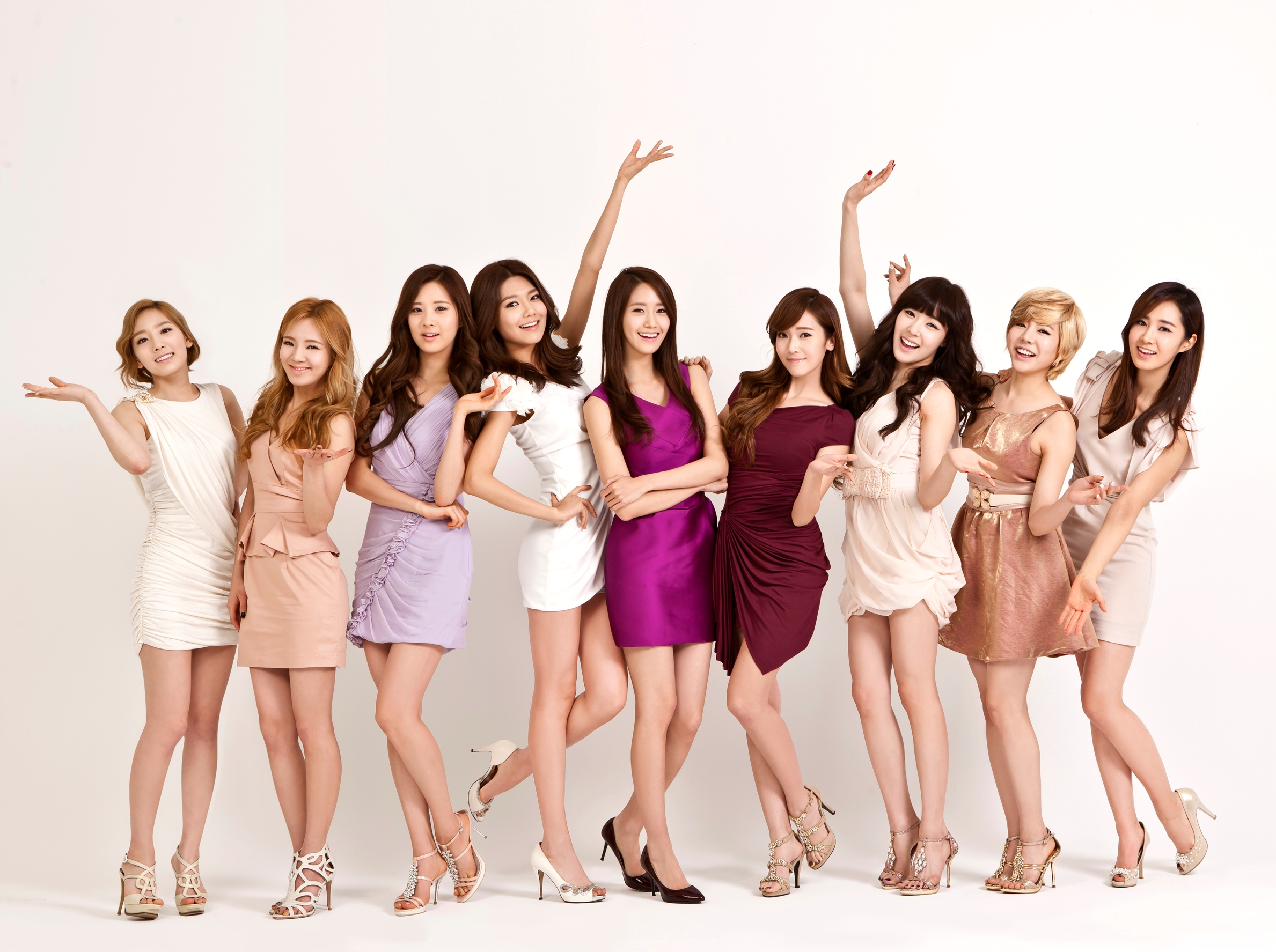
Girls' Generation posando para um comercial da LG em 2012

Em fevereiro de 2013, Girls' Generation embarcou na turnê de concertos Girls & Peace Japan 2nd Tour, que teve seu início em Kobe em 9 de fevereiro. O DVD acompanhante foi lançado em setembro de 2013 e ficou no topo da Parada de DVDs do Oricon, vendendo 53,256 cópias dentro de sua primeira semana de lançamento. A primeira turnê mundial do grupo, Girls' Generation World Tour - Girls & Peace, estendeu-se de junho de 2013 a fevereiro de 2014 e consistiu de dez concertos em sete países asiáticos.
Girls' Generation lançou seu primeiro álbum de remixes, Best Selection Non Stop Mix, em março, e um álbum ao vivo intitulado 2011 Girls' Generation Tour em abril de 2013. O primeiro classificou-se na sexta posição na Parada de Álbuns do Oricon, enquanto o último chegou ao número um na Parada de Álbuns do Gaon. Seu terceiro álbum de estúdio japonês, Love & Peace, foi lançado em dezembro de 2013. O álbum estreou no número um na Parada de Álbuns do Oricon, vendendo mais de 129 mil cópias em sua primeira semana, e conquistou um certificado de ouro pelo RIAJ. O álbum é composto por dois singles: Love & Girls" e "Galaxy Supernova", que classificaram-se na quarta e terceira posição na Parada de Singles do Oricon, respectivamente.
O quarto EP coreano do Girls' Generation's, Mr.Mr, foi lançado em fevereiro de 2014; e subsequentemente estreou no topo da Parada de Álbuns do Gaon. Ele foi o quinto álbum mais vendido na Coreia do Sul em 2014, com 163,209 cópias vendidas até o final do ano. Nos Estados Unidos, o EP estreou no número 110 na Billboard 200, vendendo três mil unidades em sua primeira semana de vendas. A faixa-título, "Mr.Mr.", alcançou o topo da Parada Digital do Gaon e vendeu 906,962 cópias em 2014, tornando-se o 46º single digital mais vendido do ano na Coreia do Sul.
Em julho de 2014, o grupo lançou seu primeiro álbum japonês de grandes êxitos, The Best, que é composto de seus singles japoneses anteriores e quatro novas faixas: "Indestructible", "Divine", "Show Girls", e "Chain Reaction". Ele permaneceu no topo da Parada de Álbuns do Oricon por duas semanas consecutivas e vendeu mais de 175 mil unidades no Japão. Com The Best conquistando o topo da Parada de Álbuns do Oricon, Girls' Generation tornou-se o primeiro grupo feminino estrangeiro da Ásia a ter três álbuns que alcançaram a primeira posição na parada. Ele também completou sua terceira turnê no Japão, Girls' Generation Japan 3rd Tour 2014, dentro desse mês. Iniciando-o em Fukuoka em abril de 2014, o grupo performou dezessete vezes em sete cidades japonesas, incluindo Osaka, Nagoya e Tóquio. Com três turnês de concertos japonesas desde 2011, Girls' Generation atraiu um total acumulado de 550 mil espectadores, estabelecendo um recorde para girl groups de K-pop.
Em 29 de setembro de 2014, Jessica alegou em sua conta pessoal no Weibo que foi forçada a sair do grupo. Pouco tempo depois, a S.M. Entertainment declarou que Jessica não era mais parte do Girls' Generation devido a conflitos entre ela e a agenda grupo. As demais integrantes procederam às atividades do grupo, realizando o concerto The Best Live no Tokyo Dome em 9 de dezembro de 2014. Foram esgotados todos os ingressos para o concerto, totalizando 50 mil espectadores. O show gravado foi lançado como um DVD em abril de 2015, que ficou no topo da Parada de DVDs e de Blu-ray do Oricon simultaneamente.

### 2015–2017:Lion Heart,Holiday Nightehiatus

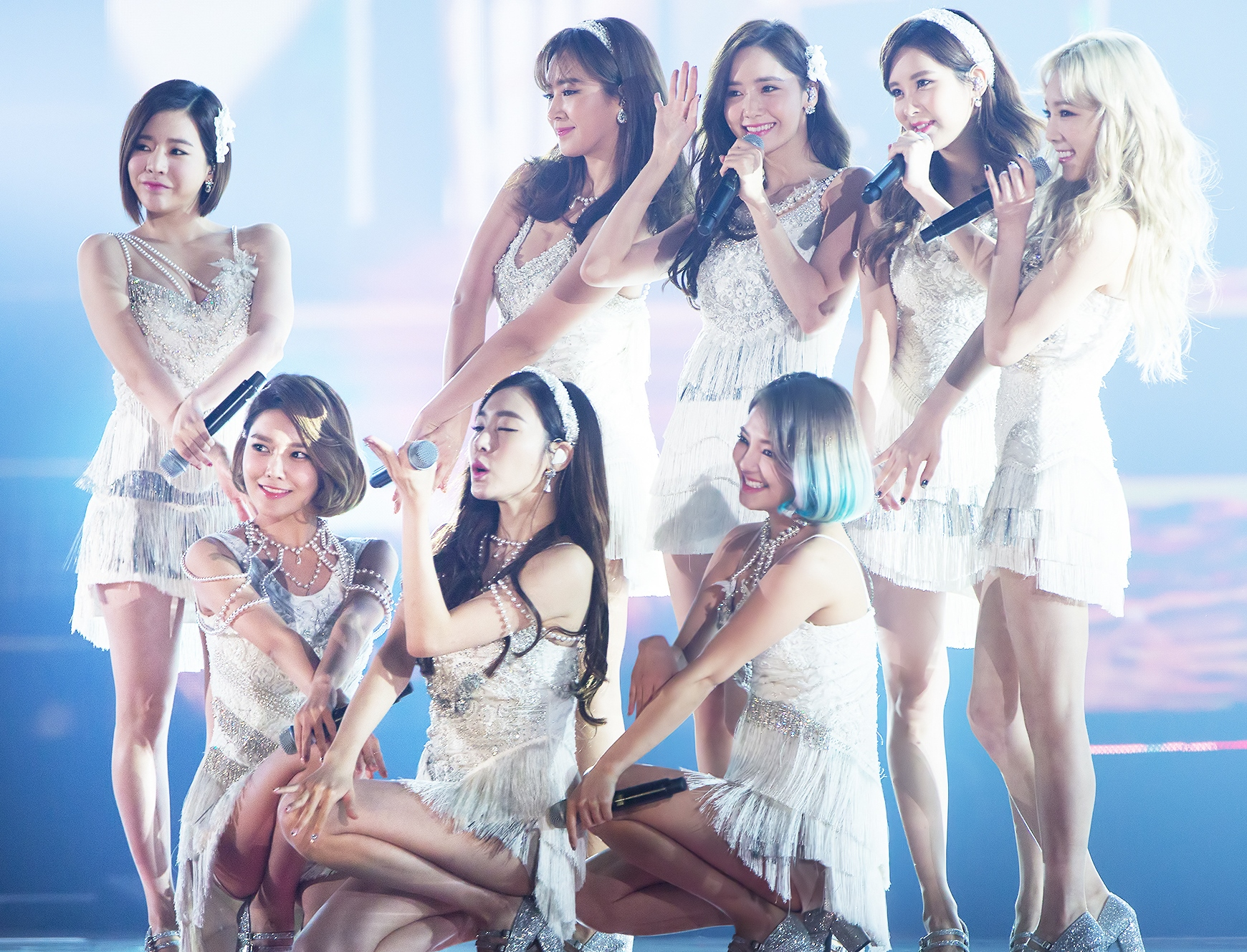
Girls' Generation performando "Lion Heart" no KBS Gayo Daechukje em dezembro de 2015.

Em março de 2015, Girls' Generation anunciou o lançamento do single "Catch Me If You Can", seu primeiro lançamento como um grupo de oito membros. Ele foi gravado em duas versões linguísticas, coreana e japonesa; a versão coreana foi lançada mundialmente em 10 de abril, enquanto a versão japonesa foi lançada em 22 de abril de 2015. O single alcançou a décima nona posição na Parada Digital do Gaon e oitava posição na Parada de Singles do Oricon.
Foi revelada a capa de seu quinto álbum de estúdio coreano Lion Heart em 12 de agosto de 2015. Ele foi lançado pela S.M. Entertainment uma semana depois, em 19 de agosto. O álbum atingiu o topo da Parada de Álbuns do Gaon, e a décima primeira posição na Parada de Álbuns do Oricon. Lion Heart foi o décimo terceiro álbum mais vendido de 2015 na Coreia do Sul, totalizando mais de 145.044 unidades vendidas.
Lion Heart é composto por três singles—o primeiro sendo "Party", que foi lançado em julho de 2015. Ele atingiu o topo da Parada Digital do Gaon, a décima posição do Japan Hot 100, e o quarto lugar na Parada de Canções Digitais Mundiais da Billboard. Após o lançamento do "Party", em 1 de agosto, Girls' Generation apareceu na quadragésima quarta posição da Billboard Social 50. Na semana seguinte, o grupo alcançou o número vinte e dois na parada. Os singles de acompanhamento, "Lion Heart" e "You Think", foram disponibilizados em conjunto com o lançamento do álbum. Eles classificaram-se na quarta e trigésima posição na Parada Digital do Gaon, respectivamente.
Como parte das promoções do álbum, o grupo estrelou um programa de televisão sul-coreano intitulado Channel Girls' Generation. Mais tarde, embarcou na sua quarta turnê de concertos, Girls' Generation's Phantasia, que teve seu início em 21 de novembro de 2015 em Seul. Ao fazê-lo, tornou-se o primeiro grupo feminino sul-coreano a realizar quatro turnês de concertos. O grupo também embarcou em sua quarta turnê japonesa, iniciando-a em 12 de dezembro de 2015 com um concerto em Nagoia. Em dezembro de 2015, o Gaon anunciou que Girls' Generation foi o grupo feminino mais bem-sucedido do ano na Coreia do Sul, acumulando mais de 398 mil álbuns vendidos. Em agosto de 2016, em comemoração ao nono aniversário de estreia do grupo, um single intitulado "Sailing (0805)" foi lançado. Sua letra foi escrita por Sooyoung, dando destaque à relação entre o grupo e seus fãs.
Seu sexto álbum de estúdio coreano, intitulado Holiday Night, foi lançado digitalmente em 4 de agosto de 2017 juntamente dos singles "All Night" e "Holiday". Seu lançamento foi acompanhado de um concerto intitulado Holiday to Remember, realizado no dia seguinte, quando Girls' Generation completou dez anos de atividade.
Em outubro de 2017, SM Entertainment anunciou que as integrantes Tiffany, Sooyoung e Seohyun decidiram não renovar seus contratos com a agência. A SM declarou que o grupo não se dissolveria e que futuras atividades como um grupo de oito membros seriam discutidas.

### 2022–presente:Forever 1
Em 1 de abril de 2022, a agência SM Entertainment anunciou que Girls' Generation faria seu retorno como um grupo completo com seu décimo álbum de estúdio em comemoração ao aniversário de 15 anos do grupo. Em 10 de julho, foi anunciado que em conjunto com a promoção do álbum, o grupo estrelaria em um novo reality show contendo 8 episódios chamado "Soshi Tam-tam" em comemoração ao aniversário do grupo com sua estreia programada para julho do mesmo ano. Em 24 de julho, o grupo anunciou, através de suas redes sociais, que o décimo álbum do grupo se chamaria Forever 1 e seria lançado digitalmente em 5 de agosto e fisicamente em 8 de agosto de 2022, contendo 10 faixas.

## Subunidade

### Girls' Generation-TTS
Em 2012, S.M. Entertainment estreou a primeira subunidade do Girls' Generation, Girls' Generation-TTS (também conhecida como TaeTiSeo ou simplesmente TTS). Ela é composta por três integrantes: Taeyeon, Tiffany, e Seohyun. A estreia da subunidade ocorreu em 29 de abril do mesmo ano, com o lançamento do extended play Twinkle e do single homônimo. Desde então, lançou mais dois outros EPs: Holler (2014) e Dear Santa (2015).

### Girls' Generation-Oh!GG
Em 26 de agosto de 2018, foi anunciado que Taeyeon, Sunny, Hyoyeon, Yuri e Yoona fariam parte da segunda subunidade do grupo, Girls' Generation-Oh!GG. A estreia desta subunidade foi no dia 5 de setembro com o lançamento do single "Lil 'Touch". O nome da unit é uma combinação da interjeição "Oh!" e as iniciais em inglês do nome do grupo "GG". "Oh!GG" também soa como uma frase coreana que tem o significado de "impecável" ou "incrível". O primeiro reality do grupo, intitulado Girls For Rest, gravado na França estreou em 3 de setembro.

## Atividades individuais
Em meados de 2015, a S.M. Entertainment anunciou que a líder do grupo, Taeyeon, seria a primeira artista do grupo a realizar sua estreia como solista. Seu extended play de estreia, I, teve seu lançamento em 7 de outubro do mesmo ano. Ele alcançou a segunda posição na Parada de Álbuns do Gaon e foi o décimo sexto álbum mais vendido na Coreia do Sul em 2015, totalizando mais de 119,500 cópias vendidas. O segundo EP de Taeyeon, Why, foi lançado em junho de 2016 e obteve sucesso comercial, com 111,092 cópias vendidas em aproximadamente seis meses após seu lançamento. Após lançar o single digital "Mystery" em dezembro de 2016 através do projeto SM Station, Hyoyeon realizou sua estreia como solista em junho de 2017, com o lançamento da canção "Wannabe".

## Características artísticas

### Estilos musicais
As canções do Girls' Generation são predominantemente bubblegum pop e electro-pop. Os primeiros singles do grupo, como "Gee" (2009), "Tell Me Your Wish (Genie)" (2009), e "Oh!" (2010) são descritas como canções de bubblegum pop "fofas;" "Gee" também apresenta elementos de techno e hip hop, como notado por Abigail Covington do The A.V. Club. No entanto, os estilos musicais do grupo variaram muito desde então; Anzhe Zhang da Universidade de Nova Iorque escreveu que, apesar dos estilos Girls' Generation serem  considerados "mainstream" na Coreia do Sul, o grupo "tem crescido sonicamente mais experimental."
Seu single "The Boys" (2011) parte para um estilo mais "maduro" da ênfase anterior do grupo em temas "fofos;" ele incorpora elementos de hip hop, um gênero que Girls' Generation nunca tinha explorado. Seu álbum de estúdio homônimo, de acordo com o crítico Tim Sendra do AllMusic, incluí faixas de uptempo dance "com uma sensação direta de pop de rádio." Seu single de 2012 "Dancing Queen"—um remake da canção "Mercy" (2008) da cantora britânica Duffy—apresenta uma produção "pop funk", em oposição ao som assinatura do grupo de electro-pop. "I Got a Boy", single lançado em 2013, foi notado por apresentar diversos gêneros, que variam de bubblegum pop, electro-pop, e drum and bass a pop rap, EDM, e dubstep. Jeff Benjamin da Billboard elogiou a canção, classificando-a como "um dos singles pop com o pensamento mais avançado ouvido em qualquer país." Seu álbum, I Got a Boy (2013), combina elementos de uma ampla gama de gêneros, como new wave da década de 1980, EDM, e R&B contemporâneo e clássico.
O EP de 2014 do Girls' Generation, Mr.Mr., apresenta sons de R&B "emocionantes" com melodias "legais e simples." A crítica Heather Phares do AllMusic também observou a presença de inspirações de EDM, hip hop, som tradicional de K-pop, e europop do final da década de 1980 no EP, que ela rotulou como "um conjunto de canções que oferece algo para cada tipo [musical] do Girls' Generation e expande seu alcance musical." O álbum de 2015 do grupo, Lion Heart, traz de volta seu som de assinatura, bubblegum pop; seu terceiro single "You Think", no entanto, é uma canção de hip hop que incorpora batidas de trap em sua instrumentação.

### Letras e temas
Embora a maioria dos lançamentos do Girls' Generation tenham sido escritas por compositores da S.M. Entertainment, alguns membros ocasionalmente participaram das composições. A integrante Yuri escreveu a letra da faixa "Mistake" do EP Hoot, lançado em 2010. Sooyoung escreveu a letra de "How Great Is Your Love", canção do álbum The Boys (2011). Sooyoung, Yuri, e Seohyun escreveram as letras para "Baby Maybe" e "XYZ" do álbum de estúdio de 2013, I Got a Boy.
As canções do Girls' Generation foram criticadas por meios de comunicação ocidentais por não retratarem empoderamento feminino mas promoverem o contrário. Ceejay Lee, da revista feminina Fem, classificou os temas "genéricos" de grupos femininos coreanos, como Wonder Girls e Girls' Generation, "sexistas." Escrevendo para The Harvard Crimson, Kim So-young declarou que "a representação de mulheres no K-pop tem sido problemática" e destacou "Gee" como a representação do problema; a repetição de "O que eu devo fazer?" (hangul: 어떻게 하죠?; rr: eotteoke hajo), "tola" (hangul: 바보; rr: babo), ou "eu não sei" (hangul: 몰라; rr: molla) sugerem que elas são "crianças totalmente desorientadas" que "[se] fazem de burras" apenas para atrair um parceiro. Ele ainda citou o single "I Got a Boy" como um epítome das letras não-emponderadoras do grupo, com versos como "Eu tenho um garoto, ele é incrível / Eu tenho um garoto, ele é gentil / Eu tenho um garoto, garoto lindo, meu coração foi levado [...] Meu príncipe! / Quando você vai me resgatar?".
Apesar das críticas, várias canções do Girls' Generation, como "Run Devil Run", "Hoot", e "Bad Girl" são conhecidas por retratarem "jovens mulheres confiantes com sua própria opinião", diferenciando-se de seus primeiros singles. O single "The Boys" de 2011 foi notado por transmitir uma temática feminista e foi comparado com o single "Run the World (Girls)" da Beyoncé por possuir o mesmo conteúdo de "mulheres com poder;" Jun Eun-young, no livro The Korean Wave: Korean Media Go Global (2013), observou que suas letras descrevem "mulheres sexualmente ousadas" que são confiantes com sua sexualidade.

### Imagem
Girls' Generation é conhecido por reinventar seus estilos de moda e performances ao longo de sua carreira. Em seus primeiros anos, performava majoritariamente em uniformes; com seu single de estreia "Into the New World", as integrantes se apresentaram como estudantes do ensino médio. Em 2009, definiu jeans skinny colorido como tendência de moda através do lançamento de "Gee", e, mais tarde, optou por uma imagem com inspiração na Marinha ao utilizar uniformes e shorts que destacavam as pernas das integrantes em "Tell Me Your Wish (Genie)". Em 2010, a imagem do grupo se tornou mais diversificada: ele utilizou um conceito de animadora de torcida para "Oh!"; enquanto, durante as performances de "Run Devil Run", o grupo também foi notado por usar uma imagem mais escura e sexy, apelidada "Black SoShi." Mais tarde naquele ano, as integrantes basearam-se em Bond girl para o visual de "Hoot". Em 2011, retornou à Coreia com "The Boys", estabelecendo uma imagem de "heroína", com membros escolhendo seus próprios trajes, enfatizando cada um de seus respectivos gostos pessoais, ao invés de simplesmente se apresentarem em uniformes. Para as performances de "I Got a Boy" (2013), o grupo utilizou sapatos baixos em vez de seus saltos altos assinatura, a fim de realizar a coreografia com mais precisão. Os visuais de Girls' Generation para seus singles de 2015 "Catch Me If You Can" e "You Think" foram notados por intricar passos da coreografia com uma imagem mais "poderosa" e "sexy".
A imagem do Girls' Generation tem sido muitas vezes considerada "inocente", e suas performances são descritas como "juvenis" e "coloridas;" Ceejay Lee da Fem comentou que as roupas das integrantes revelam muitas vezes as pernas ao invés de "decotes ou derrières." No livro The Korean Wave, Jung Eun-young opinou que os conceitos do grupo se enquadram em duas categorias principais—"inocente, fofo, feliz" (como visto nos primeiros singles, tais como "Gee", "Genie", e "Oh!") e "mais maduro, mas não excessivamente sexy, feminino" (como visto nos singles lançados posteriormente, tais como "Run Devil Run" e "Hoot"). Taylor Glasby da Dazed observou que não só a imagem e a música "pura" do grupo eram atrativas, mas as personalidades dos membros como um todo "solidificaram de forma única a experiência GG em um caso íntimo familiar," observando que seus fãs veem as integrantes como "irmãs, modelos e ícones."

## Integrantes
- Taeyeon (hangul: 태연), nascida Kim Tae-yeon (hangul: 김태연) em Jeonju, Jeolla do Norte, Coreia do Sul em 9 de março de 1989 (36 anos). Posições: Main Vocalist e Líder
- Sunny (hangul: 써니), nascida Lee Soon-kyu (hangul: 이순규) em Condado de Orange, Califórnia, Estados Unidos em 15 de maio de 1989 (35 anos). Posições: Lead Vocalist e Sub Rapper.
- Tiffany (hangul: 티파니), nascida Stephanie Hwang (hangul: 스태파니황) em São Francisco, Califórnia, Estados Unidos em 1 de agosto de 1989 (35 anos). Também atende pelo nome coreano Hwang Mi-young (hangul: 황미영). Posições: Lead Vocalist e Sub Rapper.
- Hyoyeon (hangul: 효연), nascida Kim Hyo-yeon (hangul: 김효연) em Incheon, Coreia do Sul em 22 de setembro de 1989 (35 anos). Posições: Main Dancer, Main Rapper e Sub Vocalist.
- Yuri (hangul: 유리), nascida Kwon Yu-ri (hangul: 권유리) em Goyang, Gyeonggi, Coreia do Sul em 5 de dezembro de 1989 (35 anos). Posições: Lead Dancer, Lead Rapper e Sub Vocalist.
- Sooyoung (hangul: 수영), nascida Choi Soo-young (hangul: 최수영) em Gwangju, Gyeonggi, Coreia do Sul em 10 de fevereiro de 1990 (35 anos). Posições: Lead Dancer, Lead Rapper e Sub Vocalist.
- Yoona (hangul: 윤아), nascida Lim Yoon-ah (hangul: 임윤아) em Seul, Coreia do Sul em 30 de maio de 1990 (34 anos). Posições: Lead Dancer, Lead Rapper, Sub Vocalist, Center e Visual.
- Seohyun (hangul: 서현), nascida Seo Joo-hyun (hangul: 서주현) em Guro-dong, Coreia do Sul em 28 de junho de 1991 (33 anos). Posições: Lead Vocalist e Maknae.

### Ex-integrantes
- Jessica (hangul: 제시카), nascida Jessica Jung (hangul: 제시카정) em São Francisco, Califórnia, Estados Unidos em 18 de abril de 1989 (36 anos). Também atende pelo nome coreano Jung Soo-yeon (hangul: 정수연). Posições: Main Vocalist.

## Legado
Girls' Generation tem sido considerado uma figura representativa da cultura sul-coreana e da Onda Coreana. Na Coreia do Sul, é creditado como o principal grupo feminino a transferir o foco do público de volta aos artistas femininos após a indústria musical sul-coreana ter passado por um influxo de grupos masculinos de 2002 a 2007. O programa de notícias Nightline da ABC referiu ao Girls' Generation como o "artista mais quente" de K-pop. CNN observou o grupo como um "fenômeno nacional" na Coreia do Sul e rotulou-o "versão asiática" do girl group britânico Spice Girls, enquanto o especialista em moda David Yi do Mashable o descreveu como o contribuinte que transformou o K-pop em um "fenômeno enorme." Tyler Brûlé do Financial Times selecionou-o como a sétima figura mais reconhecida da cultura coreana, sendo o único artista musical a conseguir uma posição na lista. A revista de negócios japonesa Nikkei Business afirmou que a expansão internacional do grupo e o sucesso é o equivalente musical à tendência global da Samsung. Hoai-Tran Bui do USA Today também declarou: "Girls' Generation continua a ser o grupo feminino popular na Coreia, e seu sucesso contínuo, como um dos principais fornecedores do retro pop clássico e sacarina, apresenta a força duradoura do K-pop."

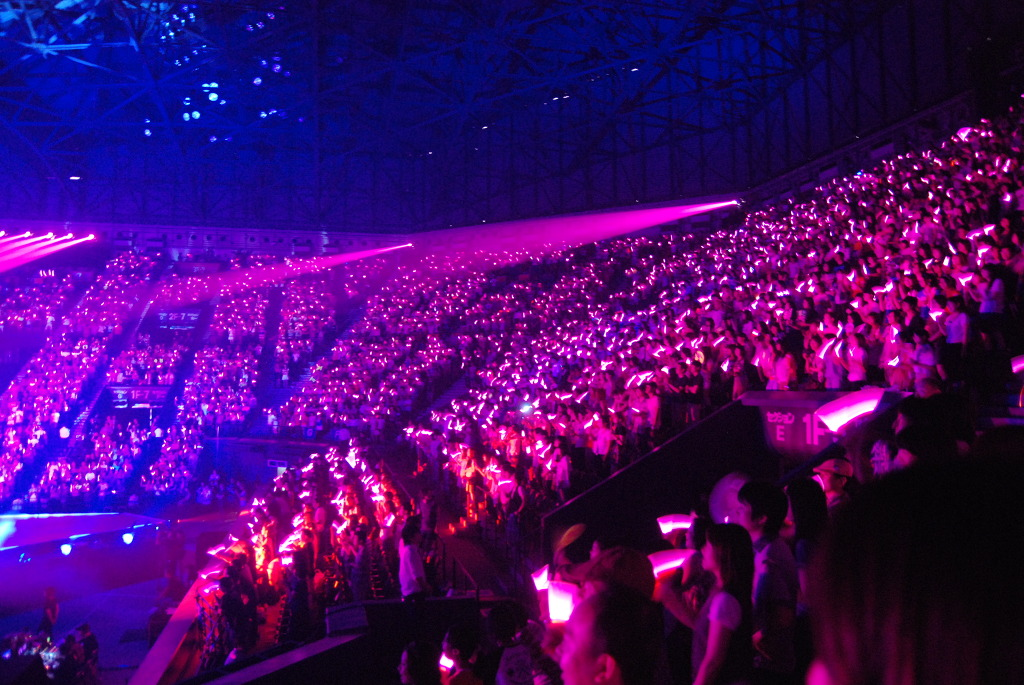
Girls' Generation tem conquistado uma grande leva de fãs ao longo dos anos

Sua imensa popularidade na Coreia do Sul trouxe-o os títulos "Cantoras da Nação" (hangul: 국민가수; rr: Gukmin gasu) e "Girl Group da Nação" (hangul: 국민걸그룹; rr: Gukmin geolgeurup). Sua imagem e sucesso de longa duração—quase dez anos—têm influenciado muitos novos girl groups, como GFriend, Melody Day, Apink, e Momoland. O jornal norte-americano New York Daily News selecionou-o como um dos grupos femininos proeminentes da década de 2010, juntamente de Fifth Harmony e Little Mix. Sua popularidade na Coreia levou o grupo a ser destacado entre as pessoas mais poderosas e influentes do país: o Sisa Journal nomeou o grupo como o artista mais influentes de 2011 e 2012, enquanto Asia Today da BBC classificou-o na 44º posição na lista das 50 personalidades coreanas mais poderosas em 2011. Desde 2007, Girls' Generation tem consistentemente classificado-se nas cinco primeiras posições da lista "Artista do Ano" da Gallup Korea, ocupando a primeira posição de 2009 a 2011. O grupo também consistentemente apareceu nas dez primeiras posições da lista da Forbes de celebridades mais poderosas de 2010 a 2016, ocupando a primeira posição em 2011, 2012, e 2014, e a segunda em 2010 e 2013. Em 2011, o Korean Institute for Industrial Policy Studies classificou o grupo como uma das "super marcas" sul-coreanas. Em 2012, Girls' Generation tornou-se a primeira celebridade coreana a ter selos postais oficiais distribuídos pelo Korea Post. O grupo esteve entre os cinco artistas sul-coreanos que melhor representam o K-pop durante as últimas duas décadas, de acordo com uma pesquisa realizada em 2015 pela Korea Creative Content Agency.
O grupo ganhou popularidade significativa no início de 2009 com hit single "Gee", que foi nomeado "Canção da Década" pelo Melon e é considerado como uma das primeiras canções de K-pop a receber reconhecimento internacional—estudantes da Yale School of Art e Harvard Law School nos Estados Unidos destacaram a canção como parte de seu estudo sobre a cultura coreana, incluindo apresentações da coreografia. A canção também foi considerada como o fator que aumentou a pesquisa on-line de K-pop a partir de 2009, de acordo com estatísticas do Google. A incursão do grupo no mercado japonês foi outro marco em sua carreira—seu primeiro álbum japonês obteve as maiores vendas de um álbum de estreia de um artista estrangeiro. Ian Martin do The Japan Times observou que a popularidade do grupo permaneceu forte no país mesmo após a queda na popularidade da Onda Coreana no Japão em 2011–2012. O grupo tornou-se o principal recurso na seção K-pop de livros didáticos japoneses. Durante 2009–2011, o grupo gerou ₩68.8 bilhões (U$62 milhões), lucrando US$ 20 milhões e tornando-se a maior fonte de lucro para a sua gravadora S.M. Entertainment. Durante o primeiro semestre de 2014, lucraram ₩30.3 bilhões (U$28 milhões). No Japão, o grupo consistentemente classificou-se entre os atos de maior bilheteria do K-pop, gerando ₩12, ₩71, e ₩55 bilhões (U$11, U$65,5 e U$48 milhões) em receita em 2010, 2011, e 2012, respectivamente.
Girls' Generation acumulou inúmeras conquistas e prêmios. Até 2012, o grupo havia vendido mais de 30 milhões de singles digitais e mais de 4,4 milhões de álbuns, tornando-o um dos artistas sul-coreanos recordistas de vendas. Suas músicas foram amplamente reconhecidas como as canções assinatura do K-pop: Pitchfork Media listou "I Got a Boy" e "Gee" como parte de sua lista de 20 canções essenciais de K-pop, creditando-as como "magna opera" da música coreana moderna. Spin rotulou "Run Devil Run" e "Gee" como a 11ª e 5ª maior canção de K-pop, respectivamente, enquanto WatchMojo.com classificou "Gee" na segunda posição em sua lista das dez canções mais icônicas do K-pop. Em dezembro de 2016, tornou-se o primeiro grupo feminino asiático a conquistar 100 milhões de visualizações no YouTube em cinco vídeos musicais, com "Gee", "I Got a Boy", "The Boys", "Mr. Taxi", e "Oh!" ultrapassando a marca. De acordo com as estatísticas da Billboard, Girls' Generation é o grupo feminino de K-pop com o maior número de concertos–ele realizou 65 shows entre 2013 e 2016. Sua segunda turnê japonesa, Girls & Peace (2013), foi a turnê de concertos com o maior público realizada por um girl group de K-pop, enquanto sua terceira turnê japonesa, Love & Peace (2014), que arrecadou US$ 31,6 milhões, tornou-se a quarta turnê de maior receita do mundo por um grupo feminino. As quatro outras turnês de concerto do Girls' Generation também alcançaram as dez primeiras posições da lista de maiores receitas arrecadadas em turnês realizadas por grupos femininos—Girls' Generation's Phantasia (2015; US$22.3 milhões), Girls & Peace: 2nd Japan Tour (2013; US$21.5 milhões), The First Japan Arena Tour (2011; US$14,98 milhões), e Girls & Peace World Tour (2013; US$14,97 milhões); ao fazê-lo, tornou-se o único girl group asiático a conseguir uma posição na lista .
O grupo ganhou dois Daesangs Digitais e um Disco Daesang no Golden Disc Awards, tornando-o o primeiro grupo feminino a ganhar um Grande Prêmio (hangul: 대상; rr: Daesang) três vezes consecutivas na história da premiação. Ele também ganhou dois Daesangs no Seoul Music Awards e foi coroado Artista do Ano e Melhor Grupo Feminino na décima terceira edição do Mnet Asian Music Awards.

## Participação em anúncios comerciais
Desde o início de sua carreira, o Girls' Generation tem participado em anúncios comerciais de diversas marcas, tais como Elite Uniform, Goobne Chicken, J.ESTINA, Nexon Bubble Fighter, LG, Lotte e Samsung.
Elas já participaram de anúncios para marcas de roupas, jogos online, indústrias de alimentos, eventos, eletrônicos, cosméticos e até mesmo produtos reservados para as maiores celebridades, tais como petróleo e cartões de crédito. Devido a isso, o grupo foi considerado como um dos mais procurados para atuar em anúncios comerciais em 2009 e em meados de 2010, as integrantes do grupo eram modelos para mais de 10 marcas, sendo escolhidas como um dos anunciantes mais procurados da Coreia do Sul em uma pesquisa realizada pelo Brand Consulting Research Institute.
Uma pesquisa realizada em dezembro de 2010, 409 entre 741 profissionais de marketing escolheram o Girls' Generation como as modelos com a maior influência sobre os consumidores, atribuindo a atenção positiva do grupo perante o público pelos seus vocais, aparência e senso de moda.
Em 2011, a Intel Asia anunciou que as garotas do grupo iriam se tornar as modelos de publicidade oficiais da companhia.
Em março de 2011, o grupo atuou em anúncios da marca de bebidas energéticas Vita500, como parte do 10º aniversário da Vita500, e pôsteres exclusivos da Vita500 com Tiffany, Yuri e Yoona foram lançados. As integrantes Yuri, Sunny, Jessica, Tiffany, Sooyoung e Hyoyeon foram modelos para a Christian Dior. A Woongjin Coway selecionou as cantoras como modelos exclusivas para anunciar seus purificadores de água. Seu contrato começou em 1º de março de 2011 e durou todo o ano.
As garotas do SNSD também foram selecionadas como embaixadoras honorárias para a campanha "Visit Korea 2010 - 2012", coordenada pela primeira-dama da Coreia do Sul, Kim Yoon-ok. A campanha foi um esforço do governo coreano para atrair pelo menos 10 milhões de visitantes estrangeiros para o país até o final de 2012, com o grupo à frente da iniciativa devido à sua popularidade emergente em todo o mundo na atualidade.
A LG Electronics Korea anunciou em 16 de janeiro de 2012 que o Girls' Generation foi escolhido para promover a sua TV Cinema 3D.
A marca de eletrônicos Casio nomeou o grupo como anunciante para a marca de relógios da companhia, Baby-G. O contrato está programado para durar mais de um ano, e a Casio espera ter um aumento de cinquenta por cento nas vendas para 2013, comparadas com as de 2011.

## Discografia
| Álbuns de estúdio - 2007: Girls' Generation - 2010: Oh! - 2011: The Boys - 2013: I Got a Boy - 2015: Lion Heart - 2017: Holiday Night - 2022: Forever 1 Extended plays - 2009: Gee - 2009: Tell Me Your Wish (Genie) - 2010: Hoot - 2014: Mr.Mr. | Álbuns de estúdio - 2011: Girls' Generation - 2012: Girls' Generation II ~Girls & Peace~ - 2013: Love & Peace Álbuns de compilação - 2014: The Best |

## Turnês e concertos
| Turnês asiáticas - 2009–2010: Into the New World - 2011–2012: 2011 Girls' Generation Tour - 2013–2014: Girls' Generation World Tour - Girls & Peace - 2015–2016: Girls' Generation's Phantasia Turnês japonesas - 2011: The 1st Japan Arena Tour - 2013: Girls & Peace Japan 2nd Tour - 2014: Girls' Generation Japan 3rd Tour 2014 Concertos especiais - 2014: Girls' Generation "The Best Live" at Tokyo Dome | - 2008–2009: SM Town Live '08 - 2010–2011 SM Town Live '10 World Tour - 2012–2013: SM Town Live World Tour III - 2013: SMTown Week - 2014–2015: SM Town Live World Tour IV - 2016: SM Town Live World Tour V - 2017: Girls' Generation 'Going Together' Concert |

## Filmografia
| Reality shows - 2007: Girls' Generation Goes to School - 2007: MTV Girls' Generation - 2008: Girls' Generation's Factory Girl - 2009: Girls' Generation's Horror Movie Factory - 2009: Himnae-ra-him!/Cheer Up! - 2009: Girls' Generation's Hello Baby - 2010: Right Now It's Girls' Generation - 2011: Girls' Generation Star Life Theater - 2011: Girls' Generation and Dangerous Boys - 2015: Channel SNSD - 2022: Soshi Tamtam | Filmes - 2012: I AM. - 2015: SMTown: The Stage |